# Bilozirka, Litîn
Bilozirka (în ucraineană Білозірка) este un sat în comuna Sosnî din raionul Litîn, regiunea Vinnița, Ucraina.

## Demografie
Componența lingvistică a localității Bilozirka
     Ucraineană (96,94%)
     Belarusă (2,04%)
     Rusă (1,02%)
Conform recensământului din 2001, majoritatea populației localității Bilozirka era vorbitoare de ucraineană (96,94%), existând în minoritate și vorbitori de belarusă (2,04%) și rusă (1,02%).